# Onychocerus ampliatus
Onychocerus ampliatus är en skalbaggsart som beskrevs av Bates 1875. Onychocerus ampliatus ingår i släktet Onychocerus och familjen långhorningar. Inga underarter finns listade i Catalogue of Life.